# Tim Krul
Timothy Michael „Tim” Krul (n. 3 aprilie 1988, Haga, Olanda de Sud, Țările de Jos) este un fotbalist neerlandez liber de contract, care joacă pe post de portar. Pe plan internațional, are prezențe la națională pentru Țările de Jos U17⁠(d), Țările de Jos U19⁠(d), Țările de Jos U21⁠(d), Țările de Jos și Țările de Jos U20⁠(d).

## Statistici carieră

### Club
La 12 May 2014.
| Club                       | Sezon                    | Campionat                | Campionat | Campionat | Cupă    | Cupă   | Cupa Ligii | Cupa Ligii | Continental | Continental | Total   | Total  |
| Club                       | Sezon                    | Divizie                  | Meciuri   | Goluri    | Meciuri | Goluri | Meciuri    | Goluri     | Meciuri     | Goluri      | Meciuri | Goluri |
| -------------------------- | ------------------------ | ------------------------ | --------- | --------- | ------- | ------ | ---------- | ---------- | ----------- | ----------- | ------- | ------ |
| Newcastle United           | 2006–07                  | Premier League           | 0         | 0         | 0       | 0      | 0          | 0          | 1           | 0           | 1       | 0      |
| Falkirk (împrumut)         | 2007–08                  | Scottish Premier League  | 22        | 0         | 2       | 0      | 2          | 0          | —           | —           | 26      | 0      |
| Carlisle United (împrumut) | 2008–09                  | League One               | 9         | 0         | 0       | 0      | 0          | 0          | —           | —           | 9       | 0      |
| Newcastle United           | 2009–10                  | Championship             | 3         | 0         | 3       | 0      | 2          | 0          | —           | —           | 8       | 0      |
| Newcastle United           | 2010–11                  | Premier League           | 21        | 0         | 1       | 0      | 3          | 0          | —           | —           | 25      | 0      |
| Newcastle United           | 2011–12                  | Premier League           | 38        | 0         | 2       | 0      | 2          | 0          | —           | —           | 42      | 0      |
| Newcastle United           | 2012–13                  | Premier League           | 24        | 0         | 0       | 0      | 0          | 0          | 7           | 0           | 31      | 0      |
| Newcastle United           | 2013–14                  | Premier League           | 36        | 0         | 0       | 0      | 2          | 0          | —           | —           | 38      | 0      |
| Newcastle United — total   | Newcastle United — total | Newcastle United — total | 122       | 0         | 6       | 0      | 9          | 0          | 8           | 0           | 144     | 0      |
| Total carieră              | Total carieră            | Total carieră            | 153       | 0         | 8       | 0      | 11         | 0          | 8           | 0           | 180     | 0      |

### Internațional
La 6 iulie 2014.
| Țările de Jos | Țările de Jos | Țările de Jos |
| An            | Meciuri       | Goluri        |
| ------------- | ------------- | ------------- |
| 2011          | 2             | 0             |
| 2012          | 2             | 0             |
| 2013          | 1             | 0             |
| 2014          | 1             | 0             |
| Total         | 5             | 0             |

## Palmares

### Club
Newcastle United
- Football League Championship: 2009–10
- Cupa UEFA Intertoto: 2006

### Individual
- Jucătorul lunii în Premier League: noiembrie 2013